# IHeartRadio MuchMusic Video Awards

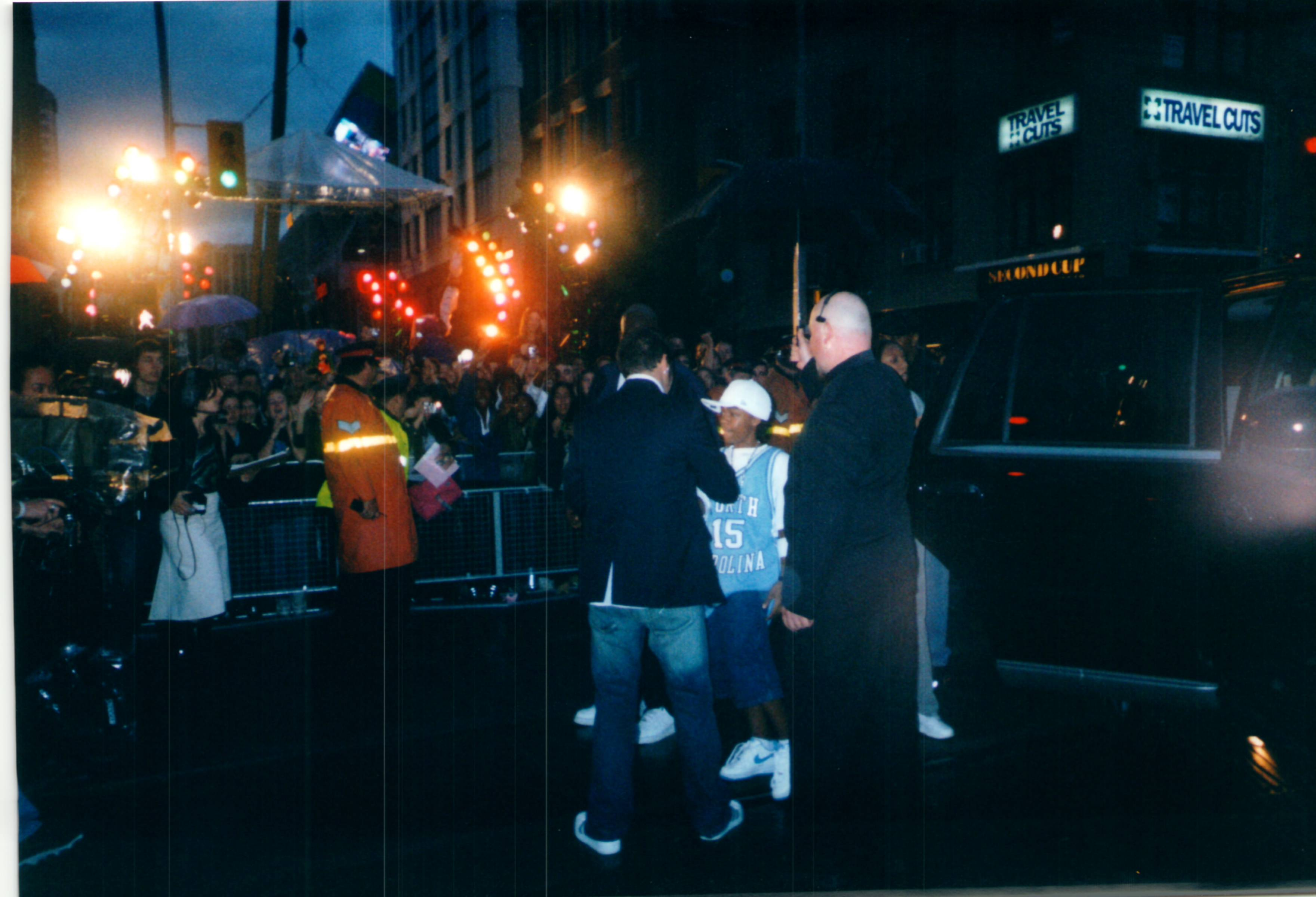
Bow Wow no MuchMusic Video Awards 2002

O iHeartRadio MuchMusic Video Awards (também conhecido como MMVAs, e originalmente conhecido como Canadian Music Video Awards até 1995, e anteriormente conhecido como MuchMusic Video Awards) é uma das principais premiações do Canadá, apresentados pelo canal de televisão canadense MuchMusic para homenagear os melhores do ano e vídeos musicais.